# Liste der Vizekönige von Katalonien
Im Fürstentum Katalonien wurden die Fürsten (Grafen von Barcelona) von 1479 bis 1713 durch Vizekönige repräsentiert.

## Liste der Vizekönige von Katalonien bis 1640/41
- 1479–1493: Enrique de Aragón
- 1493–1495: Juan de Lanuza
- 1495–1496: Juan Fernández de Heredia
- 1496–1501: Juan de Aragón, Conde de Ribagorza
- 1501–1514: Jaime de Luna
- 1514–1521: Alonso de Aragón, Erzbischof von Saragossa
- 1521–1523: Pedro Folc de Cardona, Erzbischof von Tarragona (Haus Folch de Cardona)
- 1523–1525: Antonio de Zúñiga
- 1525–1539: Fadrique de Portugal, Bischof von Sigüenza
- 1539–1543: Francisco de Borja, Marqués de Lombay, später Duque de Gandía
- 1543–1553: Juan Fernández Manrique de Lara, Marqués de Aguilar de Campo (Haus Manrique de Lara)
- 1554–1558: Pedro Afán de Ribera, Duque de Alcalá de los Gazules
- 1558–1564: García Álvarez de Toledo y Osorio, Marqués de Villafranca del Bierzo
- 1564–1571: Diego Hurtado de Mendoza y de la Cerda, Duque de Francavilla
- 1571–1580: Fernando de Toledo
- 1580–1581: Francisco de Moncada y Cardona, Marqués de Aytona
- 1581–1582: Carlo de Aragón, Duca di Terranuova
- 1583–1586: Juan de Zúñiga y Avellaneda, Conde de Miranda del Castañar
- 1586–1590: Manrique de Lara y Girón, Conde de Valencia de Don Juan (Haus Manrique de Lara)
- 1590–1592: Pedro Luis Galcerán de Borja y Castro-Pinós
- 1592–1596: Bernardino de Cárdenas y Portugal, Duque de Maqueda
- 1596–1602: Lorenzo Suárez de Figueroa y Córdoba, Duque de Fería
- 1602–1603: Juan Terés y Borrull, Erzbischof von Tarragona
- 1603–1610: Héctor de Pignatelli y Colonna, Duca di Monteleone
- 1611–1611: Pedro Manrique, Bischof von Tortosa
- 1611–1615: Francisco Hurtado de Mendoza y Cardenás, Marqués de Almazán
- 1615–1619: Francisco Fernández de la Cueva, Duque de Alburquerque (Haus La Cueva)
- 1619–1622: Fernando Afán de Ribera y Enríquez, Duque de Alcalá
- 1622–1626: Joan Sentís y Sunyer, Bischof von Barcelona
- 1626–1627: Luis Diez de Aux de Armendáriz, Bischof von Urgell
- 1627–1629: Miguel Santos de San Pedro, Bischof von Solsona
- 1629–1630: Gómez Suárez de Figueroa y Córdoba, Duque de Feria
- 1630–1632: Enrique de Aragón Folc de Cardona y Córdoba, Duque de Segorbe y de Cardona (1. Mal)
- 1632–1633: Kardinal-Infant Ferdinand von Österreich
- 1633–1638: Enrique de Aragón Folc de Cardona y Córdoba (2. Mal)
- 1638–1640: Dalmau de Queralt, Conde de Santa Coloma

## Aufstand der Schnitter(1640–1652) – spanische Ernennungen
- 1640–1640: Enrique de Aragón Folc de Cardona y Córdoba (3. Mal)
- 1640–1640: García Gil Manrique Maldonado, Bischof von Barcelona
- 1640–1641: Pedro Fajardo de Zúñiga y Requeséns, Marqués de Los Vélez
- 1641–1641: Federico Colonna
- 1641–1641: Juan Ramírez de Arellano y Manrique de Lara
- 1642–1642: Felipe de Silva
- 1642–1644: Pedro Antonio de Aragón
- 1644–1645: Andrea Cantelmo
- 1645–1647: Diego Mexía Felípez de Guzmán, Marqués de Leganés
- 1647–1648: Guillén Ramón de Moncada y Castro, Marqués de Aytona
- 1648–1650: Juan de Garay Otañez, Marqués de Villarrubia

## Republik Katalonien– französische Ernennungen
- November 1641–Mai 1642: Urbain de Maillé, Marquis de Brézé
- 25. Juni 1642–24. Dezember 1644: Philippe de La Mothe-Houdancourt
- 1644–164x: Henri de Lorraine, comte d’Harcourt
- 164x–1647: Louis II. de Bourbon, prince de Condé
- 1647–1648: Michel Mazarin
- 1648–1649: Charles de Schomberg
- 1649–15. November 1651: Louis I. de Bourbon, duc de Vendôme
- 15. November 1651–Mai 1653: Philippe de La Mothe-Houdancourt
- 1654–1655: Armand de Bourbon, prince de Conti,
- 1655–1659: François de Monstiers, Comte de Mérinville

## Spanische Vizekönige 1650–1701
- 1650–1652: Francisco de Orozco, Marqués de Mortara (1. Mal)
- 1653–1656: Juan José de Austria
- 1656–1663: Francisco de Orozco, Marqués de Mortara (2. Mal)
- 1663–1664: Francisco de Moura Corterreal, Marqués de Castel Rodrigo
- 1664–1667: Vincente Gonzaga Doria
- 1667–1669: Gaspar Téllez-Girón y Sandoval, Duque de Osuna
- 1669–1673: Francisco Fernández de Córdoba, Duque de Sessa
- 1673–1675: Francesco Tuttavilla e del Tufo, Duca di San Germano
- 1675–1676: Juan Antonio Pacheco Osorio Toledo, Marqués de Cerralbo
- 1676–1677: Alessandro Farnese, Prinz von Parma und Piancenza
- 1677–1678: Juan Domingo de Haro, Conde de Monterrey
- 1678–1678: Diego Dávila Mexiy y Guzmán, Marqués de Leganés (Interim) (1. Mal)
- 1678–1684: Alexandre de Bournonville, Duc de Bournonville
- 1685–1688: Diego Dávila Mexia y Guzmán, Marqués de Leganés (2. Mal)
- 1688–1688: Juan Tomás Enríquez de Cabrera, Conde de Melgar
- 1688–1690: Carlos de Gurrea Aragón y Borja, Duque de Villahermosa
- 1690–1693: Juan Claros Alonso Pérez de Guzmán el Bueno, Duque de Medina-Sidonia
- 1693–1694: Juan Manuel Fernández Pacheco, Duque de Escalona
- 1694–1696: Francisco Antonio de Agurto, Marqués de Gastañaga
- 1696–1697: Francisco Antonio Fernández de Velasco y Tovar, Conde de Melgar (1. Mal)
- 1697–1698: Diego Hurtado de Mendoza y Sandoval, Conde de la Corzana
- 1698–1701: Georg von Hessen-Darmstadt

## VonPhilipp V.ernannte Vizekönige
- 1701–1703: Luis Fernández de Portocarrero, Conde de Palma del Rio
- 1703–1705: Francisco Antonio Fernandez de Velasco y Tovar, Conde de Melgar (2. Mal)
- 1705–1705: José Antonio Mendoza Caamaño y Sotomayor, Marqués de Villagarcia

## VonErzherzog Karlernannte Vizekönige
- 1711: Elisabeth Christine von Braunschweig-Wolfenbüttel
- 1713: Guido von Starhemberg